# Eriborus acutulus
Eriborus acutulus là một loài tò vò trong họ Ichneumonidae.